# Pachychilon
Pachychilon is een geslacht van straalvinnige vissen uit de familie van karpers (Cyprinidae).

## Soorten
- Pachychilon pictum (Heckel & Kner, 1858)
- Pachychilon macedonicum (Steindachner, 1892)